# Klara Julevik
Klara Julevik, född Andersson 15 mars 1997 är en svensk volleybollspelare (libero). 
Hon spelar sedan 2020 för Hylte/Halmstad VBK. Tidigare har hon spelat för Engelholms VS (2016/17-2019/20), RIG Falköping (2013/14-2015/16) samt för moderklubben Tuve VK.. Hon spelar i seniorlandslaget tillsammans med bl.a. systern Vilma Julevik 